# Івашківська сільська рада (Городнянський район)
Іва́шківська сільська́ ра́да — адміністративно-територіальна одиниця та орган місцевого самоврядування в Городнянському районі Чернігівської області. Адміністративний центр — село Івашківка.

## Загальні відомості
Івашківська сільська рада утворена у 1918 році.
- Територія ради: 58,572 км²
- Населення ради: 961 особа (станом на 2001 рік)

## Населені пункти
Сільській раді були підпорядковані населені пункти:
- с. Івашківка
- с. Довге
- с. Перше Травня

## Склад ради
Рада складалася з 16 депутатів та голови.
- Голова ради: Седнівець Сергій Григорович
- Секретар ради: Якуш Надія Василівна

### Керівний склад попередніх скликань
| Прізвище, ім'я, по батькові | Основні відомості                                                         | Дата обрання | Дата звільнення |
| --------------------------- | ------------------------------------------------------------------------- | ------------ | --------------- |
| Седнівець Сергій Григорович | Сільський голова, 1964 року народження, освіта вища, безпартійний         | 26.03.2006   | 31.10.2010      |
| Седнівець Сергій Григорович | Сільський голова, 1964 року народження, освіта вища, член Партії регіонів | 31.10.2010   |                 |

Примітка: таблиця складена за даними сайту Верховної Ради України

### Депутати
За результатами місцевих виборів 2010 року депутатами ради стали:

#### За суб'єктами висування
| Суб'єкт висування                     | Кількість обраних депутатів | %    |
| ------------------------------------- | --------------------------- | ---- |
| Самовисування                         | 7                           | 43,8 |
| Партія регіонів                       | 5                           | 31,3 |
| Народна партія                        | 2                           | 12,5 |
| Єдиний Центр                          | 1                           | 6,3  |
| Українська соціал-демократична партія | 1                           | 6,3  |

#### За округами
| № округу                              | Прізвище, ім'я, по батькові    | Дата визнання обраним | Освіта             | Партійна приналежність | Відомості про обраного депутата                                    |
| ------------------------------------- | ------------------------------ | --------------------- | ------------------ | ---------------------- | ------------------------------------------------------------------ |
| Єдиний Центр                          |                                |                       |                    |                        |                                                                    |
| 3                                     | Буш Надія Андріївна            | 04.11.2010            | вища               | член Єдиного Центру    | Івашківська загальноосвітня школа, техпрацівник                    |
| Народна Партія                        |                                |                       |                    |                        |                                                                    |
| 9                                     | Якуш Надія Василівна           | 04.11.2010            | середня            | член Народної партії   | Івашківська сільська рада, секретар                                |
| 12                                    | Рябоконь Валентина Дмитрівна   | 04.11.2010            | вища               | член Народної партії   | Івашківська сільська рада, бухгалтер                               |
| Партія регіонів                       |                                |                       |                    |                        |                                                                    |
| 2                                     | Кобизій Олександр Петрович     | 04.11.2010            | вища               | член Партії регіонів   | Івашківська загальноосвітня школа, вчитель                         |
| 6                                     | Молош Лідія Семенівна          | 04.11.2010            | середня            | член Партії регіонів   | тимчасово не працює                                                |
| 7                                     | Коробець Антоніна Іванівна     | 04.11.2010            | середня            | член Партії регіонів   | тимчасово не працює                                                |
| 11                                    | Коробець Станіслав Михайлович  | 04.11.2010            | середня            | член Партії регіонів   | ПП «Беркут-08», охоронець                                          |
| 15                                    | Дирман Марія Степанівна        | 04.11.2010            | вища               | член Партії регіонів   | Івашківський соціальний територіальний центр, соціальний працівник |
| Українська соціал-демократична партія |                                |                       |                    |                        |                                                                    |
| 14                                    | Баран Олександр Миколайович    | 04.11.2010            | середня            | позапартійний          | тимчасово не працює                                                |
| Самовисування                         |                                |                       |                    |                        |                                                                    |
| 1                                     | Кириченко Валентина Григорівна | 04.11.2010            | середня            | позапартійна           | тимчасово не працює                                                |
| 4                                     | Седнівець Світлана Григорівна  | 04.11.2010            | середня            | позапартійна           | тимчасово не працює                                                |
| 5                                     | Пінчук Інна Анатоліївна        | 04.11.2010            | середня            | позапартійна           | Івашківська загальноосвітня школа, кухар                           |
| 8                                     | Аксютко Ольга Миколаївна       | 04.11.2010            | середня спеціальна | позапартійна           | тимчасово не працює                                                |
| 10                                    | Ващук Олександр Станіславович  | 04.11.2010            | середня            | позапартійний          | тимчасово не працює                                                |
| 13                                    | Байдала Андрій Петрович        | 04.11.2010            | середня            | позапартійний          | тимчасово не працює                                                |
| 16                                    | Байдала Іван Володимирович     | 04.11.2010            | середня            | позапартійний          | тимчасово не працює                                                |